# ونتریس (دهانه)
ونتریس یک دهانه برخوردی در ماه‌ است.

## دهانه‌های اقماری
این دهانه ۷ دهانه اقماری دارد.
| Ventris | عرض جغرافیایی | طول جغرافیایی | قطر          |
| ------- | ------------- | ------------- | ------------ |
| A       | ۴.۴° S        | ۱۵۸.۲° E      | ۲۶.۰ کیلومتر |
| C       | ۳.۲° S        | ۱۵۸.۹° E      | ۴۸.۰ کیلومتر |
| B       | ۲.۴° S        | ۱۵۸.۲° E      | ۱۸.۰ کیلومتر |
| D       | ۳.۴° S        | ۱۶۰.۳° E      | ۲۱.۰ کیلومتر |
| M       | ۶.۰° S        | ۱۵۷.۹° E      | ۱۸.۰ کیلومتر |
| N       | ۷.۱° S        | ۱۵۷.۶° E      | ۶۳.۰ کیلومتر |
| R       | ۶.۳° S        | ۱۵۵.۱° E      | ۱۳.۰ کیلومتر |